# Kurzefjella
Kurzefjella är ett berg i Antarktis. Det ligger i Östantarktis. Norge gör anspråk på området. Toppen på Kurzefjella är 2 056 meter över havet.
Terrängen runt Kurzefjella är kuperad åt sydväst, men åt nordost är den platt. Trakten är obefolkad. Det finns inga samhällen i närheten.